# 黑藻
黑藻（学名：Hydrilla verticillata）又稱水王孙，是单子叶植物水鳖科水王孫屬的唯一物種，是一种多年生沉水草本植物，分布于河流、湖泊、水塘、沟渠和稻田中。
黑藻采用多种方式进行繁殖，包括有性繁殖和无性繁殖，通常依靠休眠芽进行无性繁殖。
黑藻常被应用于富营养化水体沉水植被恢复工程中，充当先锋物种。

## 扩展阅读
- 維基物種上的相關：黑藻